# Tairua

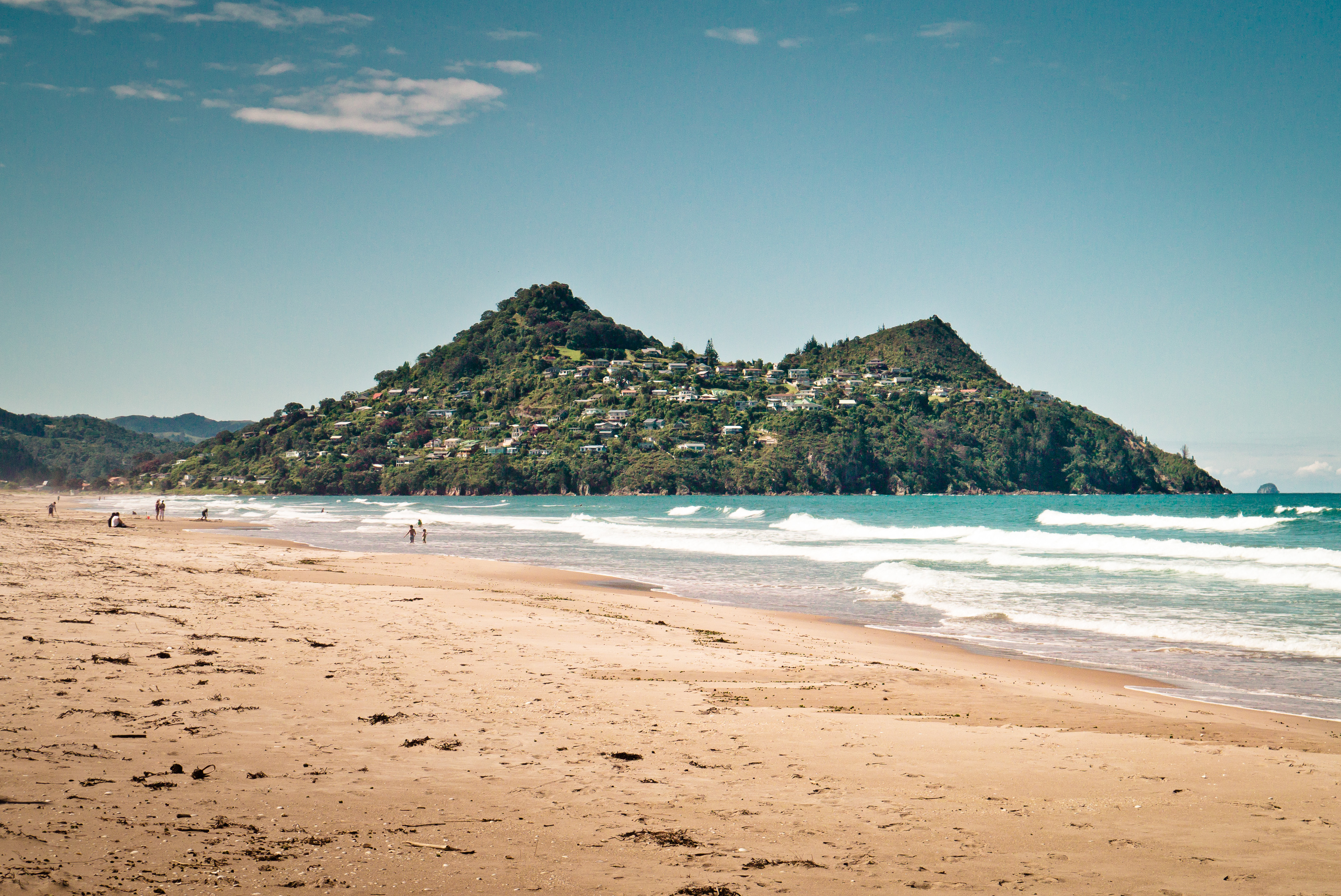
Mount Paku, Reste eines ehemaligen Vulkans

Tairua ist ein Ort im Thames-Coromandel District der Region Waikato auf der Nordinsel von Neuseeland.

## Namensherkunft
Der Name des Ortes bedeutet in der Sprache der Māori so viel wie „zwei Gezeiten“.

## Geographie
Der Ort befindet sich rund 32 km ostnordöstlich von Thames und rund 44 km nördlich von Waihi an der Ostküste der Coromandel Peninsula. Tairua teilt sich aufgrund der landschaftlichen Gegebenheiten in drei Ortsteile auf, dem westlichen Teil, der auf dem Festland liegt, dem östlichen Teil, der auf der Paku Peninsula liegt und dem nördlichen Teil, der zwischen den beiden vorgenannten Ortsteilen liegt und sie miteinander verbindet. Der Ort umschließt so den Tairua Harbour, der zwischen Te Huruhuru Point auf der Halbinsel und Royal Billy Point auf der südlichen gegenüberliegenden Seite, Zugang zum Pazifischen Ozean hat und auf seiner Südwestseite das Mündungsgebiet des Tairua River vorfindet. Auf der südlichen Seite des Naturhafens liegt auf einer Landzunge der Ort Pauanui und rund 2,5 km seeseitig befindet sich vor der Paku Peninsula liegend Shoe Island, in Māori Motuhoa genannt.

## Geschichte
Der Mount Paku, aus übrig gebliebenen Teilen eines ehemaligen Vulkans bestehend, beherbergte früher ein Pā (Dorf) der Māori und war mit seiner Befestigungsanlage einmal hart umkämpft. Europäische Einwanderer sah die Gegend, als es galt Kauri-Bäume zu fällen und Gold zu schürfen. Zu Zeiten des Raubbaus in den angrenzenden Wäldern wurde mehr als 130 Millionen Meter Holz über den Tairua Harbour verschifft und der kleine Hafen von Tairua seit dieser Zeit immer noch den Weltrekord für Holzladung halten, die einmal an einem Tag verladen wurden.
Mit der Eröffnung der Kopu-Hikuai Road im Jahr 1967, wurde Tairua zusehends für den Tourismus attraktiv und entwickelte sich zu einem beliebten Urlaubsort auf der Coromandel Peninsula.

## Bevölkerung
Zum Zensus des Jahres 2013 zählte der Ort 1227 Einwohner, 3,3 % weniger als zur Volkszählung im Jahr 2006.

## Infrastruktur

### Straßenverkehr
Durch den westlichen und nördlichen Teil von Tairua führt der New Zealand State Highway 25, der den Ort mit allen an der Ostküste der Coromandel Peninsula liegenden Ort verbindet und nach Süden bis nach Waihi führt. Eine abzweigenden Querverbindung beginnt mit dem New Zealand State Highway 25A rund 12 km südwestlich des Ortes und verbindet ihn mit Thames, auf der Westseite der Coromandel Peninsula.

### Schiffsverkehr
Eine 75 m in den Tairua Harbour hineingebaute Pier ermöglicht das Anlegen von Booten auch bei Ebbe. Von dem Steg aus existiert eine Personenfährverbindung zum rund 1000 m nordöstlich befindlichen Anlegesteg an der Spitze der Landzunge von Pauanui, das auf der südlichen Seite des Naturhafens liegt.

### Bildungswesen
Die Siedlung verfügt mit der Tairua School über eine Grundschule mit den Jahrgangsstufen 1 bis 8. Im Jahr 2016 besuchten 160 Schüler die Schule.

## Tourismus

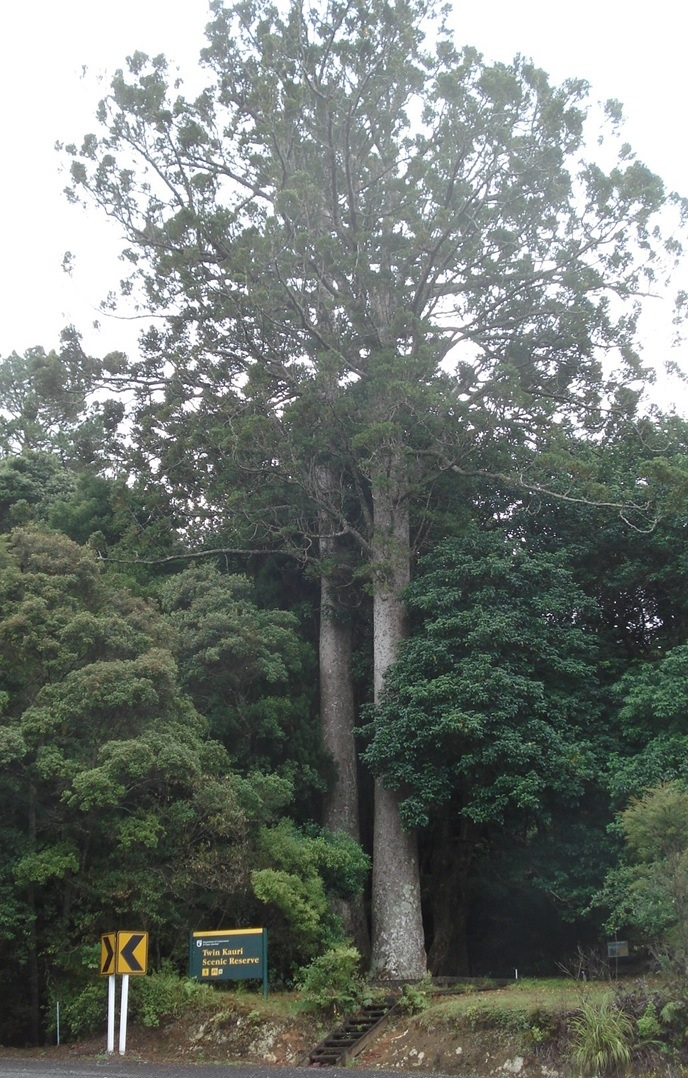
Die „Twin Kauri“ im „Twin Kauri Scenic Reserve“ (auf der Coromandel-Halbinsel)

Tairua selbst ist ein begehrter Urlaubsort an der Ostküste der Coromandel Peninsula. Wandern und neben Baden sind auch Surfen, Tauchen, Angeln und Boot fahren in den Gewässern des Naturhafens und an den Stränden und Küstenabschnitten zum Pazifischen Ozean möglich. Von Tairua aus sind der 12 km nördlich liegende Hot Water Beach und die 19 km nordnordwestlich liegenden Cathedral Cove zu erreichen.